# كونتشيتا
كونتشيتا (بالإسبانية: Conchita)‏ هي مغنية إسبانية، ولدت في 3 مارس 1980 في فنلندا.

## وصلات خارجية
- الموقع الرسمي
- كونتشيتا على موقع ميوزك برينز (الإنجليزية)
- كونتشيتا على موقع ديسكوغز (الإنجليزية)